# Servigliano

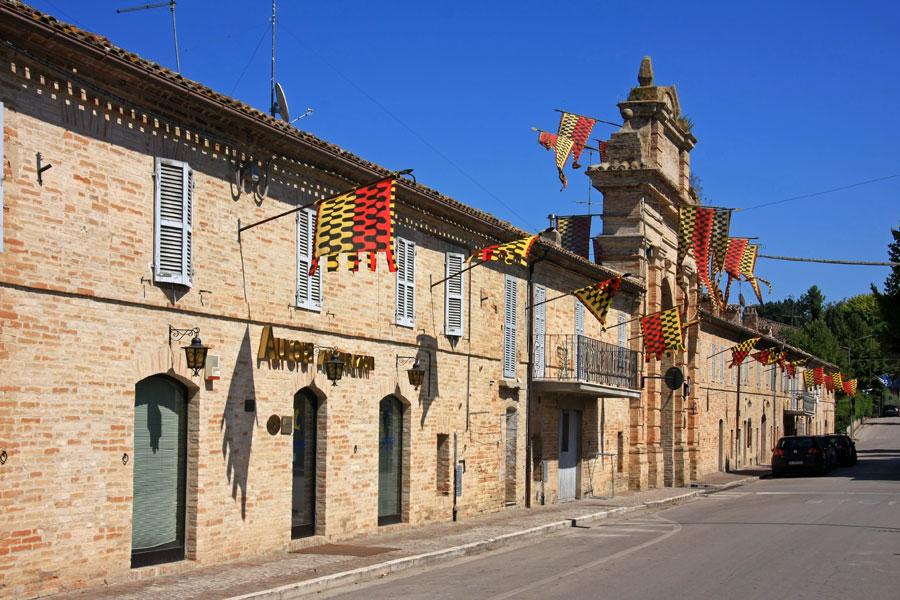
Gemeentehuis van Servigliano

Servigliano is een gemeente in de Italiaanse provincie Fermo (regio Marche) en telt 2349 inwoners (31-12-2004). De oppervlakte bedraagt 18,5 km², de bevolkingsdichtheid is 127 inwoners per km².

## Demografie
Servigliano telt ongeveer 849 huishoudens. Het aantal inwoners daalde in de periode 1991-2001 met 1,1% volgens cijfers uit de tienjaarlijkse volkstellingen van ISTAT.
| Jaar | Inwoneraantal |
| ---- | ------------- |
| 1991 | 2348          |
| 2001 | 2323          |

## Geografie
Servigliano grenst aan de volgende gemeenten: Belmonte Piceno, Falerone, Monte San Martino (MC), Monteleone di Fermo, Penna San Giovanni (MC), Santa Vittoria in Matenano.

## Geboren
- Guido Paci (1949-1983), motorcoureur

Altidona · Amandola · Belmonte Piceno · Campofilone · Falerone · Fermo · Francavilla d'Ete · Grottazzolina · Lapedona · Magliano di Tenna · Massa Fermana · Monsampietro Morico · Montappone · Monte Giberto · Monte Rinaldo · Monte San Pietrangeli · Monte Urano · Monte Vidon Combatte · Monte Vidon Corrado · Montefalcone Appennino · Montefortino · Montegiorgio · Montegranaro · Monteleone di Fermo · Montelparo · Monterubbiano · Montottone · Moresco · Ortezzano · Pedaso · Petritoli · Ponzano di Fermo · Porto San Giorgio · Porto Sant'Elpidio · Rapagnano · Sant'Elpidio a Mare · Santa Vittoria in Matenano · Servigliano · Smerillo · Torre San Patrizio
1. ↑  https://demo.istat.it/?l=it.